# 穆斯特亞拉

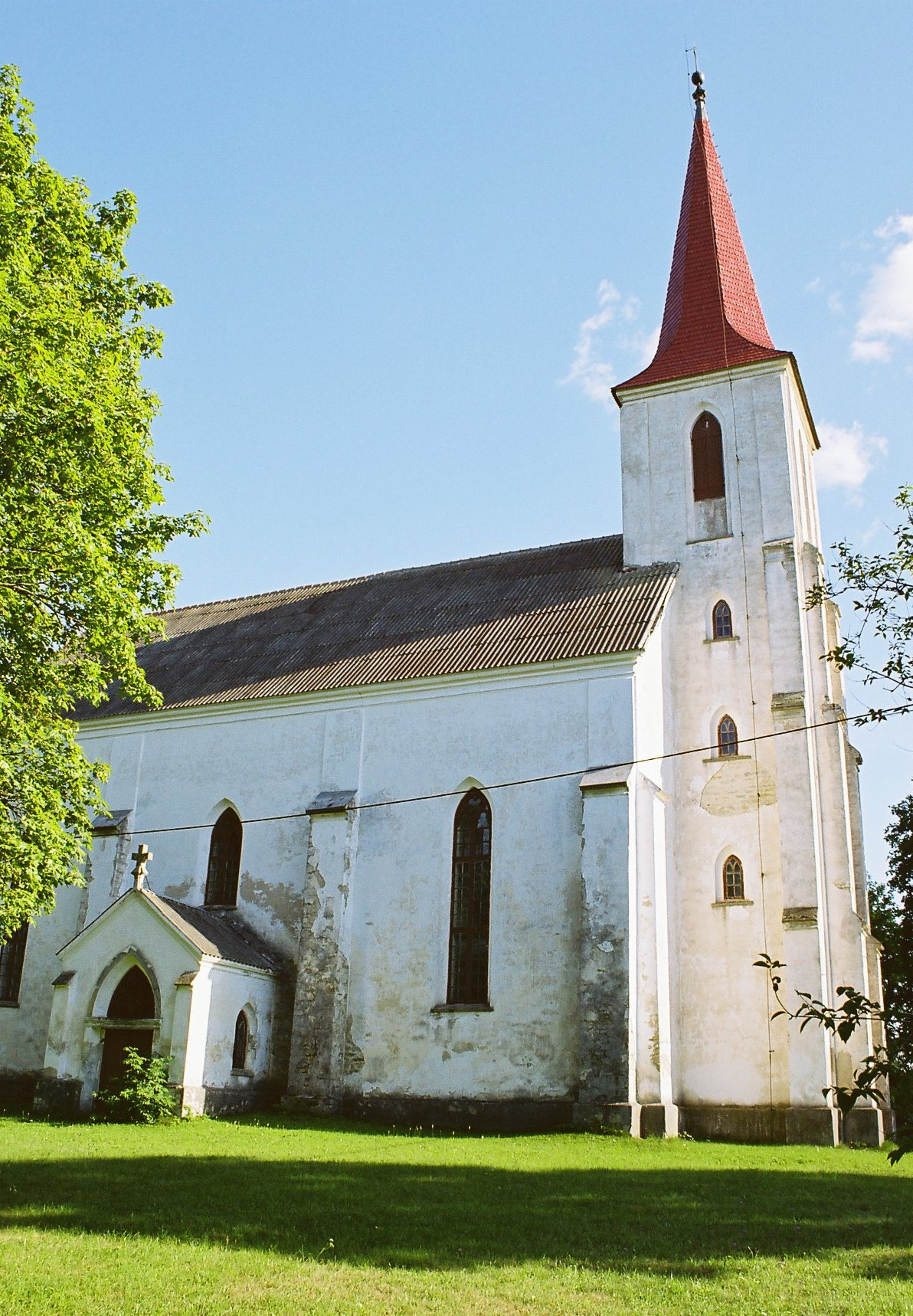
穆斯特亞拉教堂

穆斯特亞拉是愛沙尼亞西部薩雷縣萨雷马市镇的村庄，曾是原穆斯特亞拉市镇的行政中心，處於首都塔林西南面180公里，海拔高度14米，2011年該村庄人口267。